# Melonenschnecken
Die Melonenschnecken (Melo) sind eine Schneckengattung aus der Familie der Walzenschnecken, deren acht große bis sehr große Arten im mittleren Indopazifik zu finden sind.

## Merkmale
Die großen bis sehr großen, rechtsgewundenen Gehäuse der Melo-Arten haben ein kurzes, stumpfes Gewinde, das kaum aus dem sehr großen, aufgeblähten Körperumgang herausragt und bei Melo melo sogar ganz von diesem umhüllt ist. Die Umgänge tragen bei den meisten Arten ganz oben an der Kante vorstehende Stacheln, nur bei Melo melo ist das Gehäuse gänzlich abgerundet und ohne Stacheln. Es gibt deutlich sichtbare Zusatzstreifen, doch hiervon abgesehen ist die Oberfläche glatt und nicht skulpturiert. Die Farbe des Gehäuses ist meist weiß bis orange und hat oft eine braune Musterung. Die Schnecken selbst haben eine schwarz-weiße Färbung. Ein Operculum fehlt.
Wie andere Walzenschnecken ernähren sich die Melo-Arten von Schnecken und Muscheln. Meist werden große Beutetiere bevorzugt.
Wie alle Walzenschnecken sind die Schnecken der Gattung Melo getrenntgeschlechtlich mit innerer Befruchtung. Die Weibchen legen Ballen aus mehreren, bis über 3 cm großen Eikapseln ab, die jeweils meist ein Ei in einem eiweißreichen Nährmedium enthalten. Die Entwicklung bis zur fertigen Schnecke findet vollständig in der Kapsel statt. Die schlüpfenden jungen Schnecken haben Gehäuselängen von bis zu 3 cm.
Mit der Diadem-Walzenschnecke (Melo amphora), deren Gehäuse über 50 cm lang werden kann, stellt die Gattung die größte Art der Walzenschnecken und eine der größten Schnecken der Welt.

## Verbreitung

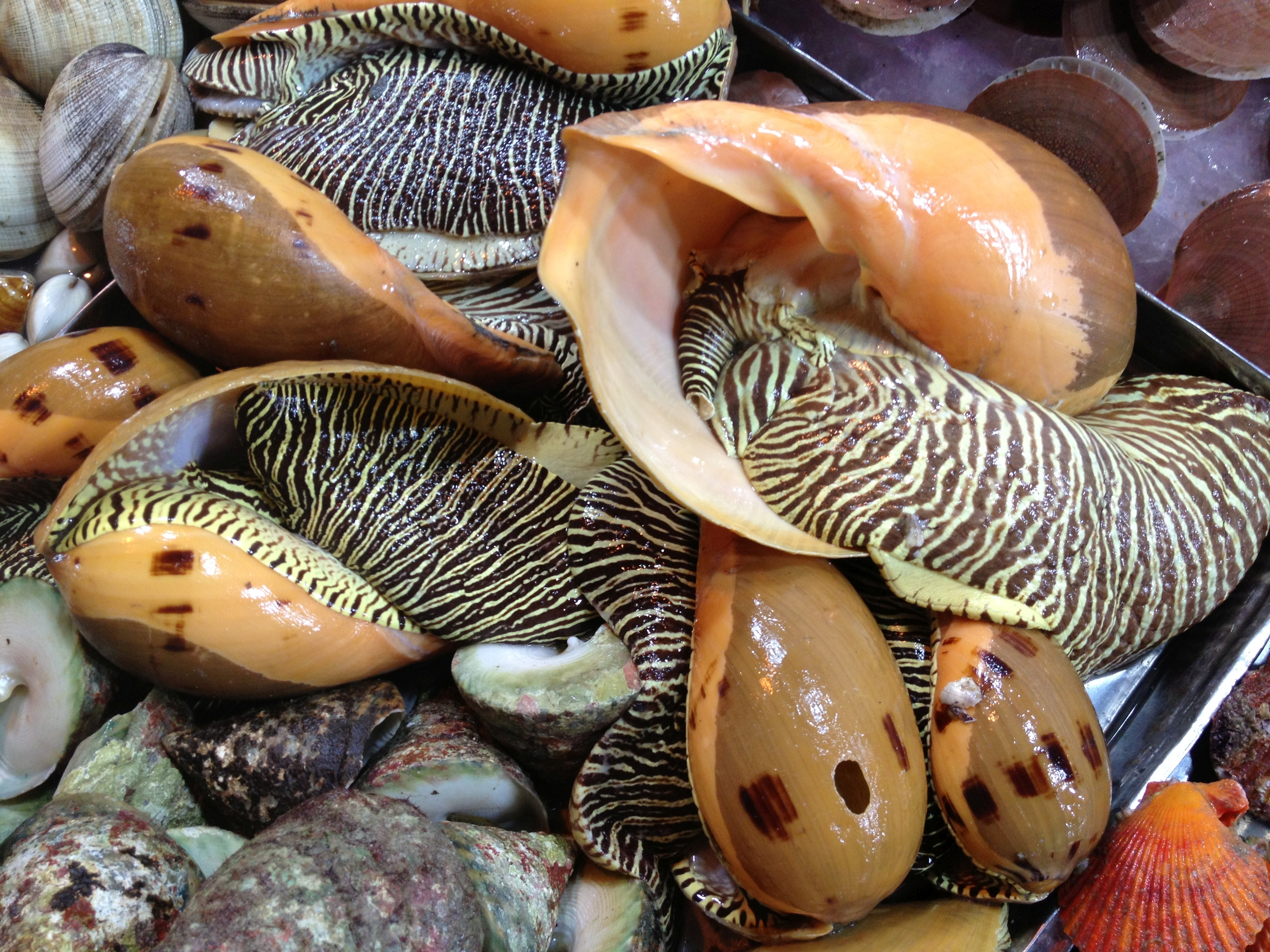
Lebende Melonenschnecken (Melo melo), die in Vietnam auf einem Markt angeboten werden

Die etwa acht Arten der Gattung Melo leben im mittleren Indopazifik vom Südchinesischen Meer und den Philippinen über die Sunda-Inseln bis nach Australien und an die Küste Birmas.

## Arten
Laut World Register of Marine Species sind acht Arten anerkannt:
- Mohrenkrone, Melo aethiopica (Linnaeus, 1758)
- Diadem-Walzenschnecke, Melo amphora, (Lightfoot, 1786) (Synonym Melo diadema)
- Melo broderipii (Griffith, E. & E. Pidgeon, 1834)
- Melo georginae (Griffith, E. & E. Pidgeon, 1834)
- Melonenschnecke, Melo melo (Lightfoot, 1786)
- Melo miltonis (Griffith, E. & E. Pidgeon, 1834)
- Melo nautica (Lamarck, 1822)
- Melo umbilicatus (Broderip in Sowerby, 1826)